# Love Finds Andy Hardy
Love Finds Andy Hardy es una película cómica-romántica estadounidense de 1938 que narra la historia de un adolescente que se enreda con tres chicas diferentes al mismo tiempo. Está protagonizada por Mickey Rooney, Lewis Stone, Fay Holden, Cecilia Parker, Judy Garland, Lana Turner, Ann Rutherford, María Howard y Gene Reynolds.
El guion fue escrito por William Ludwig, desde cuentos de R. Vivien Bretherton, y basada en los personajes creados por Aurania Rouverol. Fue dirigida por George B. Seitz.
En el año 2000, la película fue considerada «cultural, histórica y estéticamente significativa» por la Biblioteca del Congreso de Estados Unidos y seleccionada para su preservación en el National Film Registry.
Esta fue la primera película en la que MGM registró al menos una parte de la banda sonora en sonido estereofónico , una práctica que se ha utilizado para una serie de comedias musicales de MGM comenzando a finales de 1930. La película se presentó en sonido monoaural estándar. Algunas pistas estéreo han sobrevivido y algunos fueron incluidos en MGM de una vez en Hollywood en 1974.[cita requerida]